# ハンガリー音階
ハンガリー音階（ハンガリーおんかい）は、ハンガリーを中心に活動していたロマの音楽に使われた短音階。ジプシー音階やロマ音階、二重和声短音階（ダブルハーモニックマイナースケール）とも呼ばれる。ハンガリーの主要な民族であるマジャル人の民謡の音階とは異なる。増音程を複数取り入れる特徴がある。
通常の短音階は、イ(A)を主音とした場合、
- A－B－C－D－E－F－G－A（自然短音階）
- A－B－C－D－E－F－G#－A（和声短音階）
- A－B－C－D－E－F#－G#－A－G－F－E－D－C－B－A（旋律短音階）

であるが、ハンガリー音階は
- A－B－C－D#－E－F－G#－A

と増二度を2つ取り入れている。
増音程を用いると東洋的な雰囲気が醸し出されるので、民族主義的な作曲家や、実際にはドイツ系であったもののハンガリー人を自認していたリストがしばしば用いている。現代のポピュラー音楽でも「アジアンテイスト」で訴えかけたい楽曲（例：「恋のダンスサイト」）に頻繁に登場する。